# 13. sydlige breddekreds
Den 13. sydlige breddekreds (eller 13 grader sydlig bredde) er en breddekreds, der ligger 13 grader syd for ækvator. Den løber gennem Atlanterhavet, Afrika, det Indiske Ocean, Australasien, Stillehavet og Sydamerika.